# Каспийски дъждосвирец
Каспийският дъждосвирец (Charadrius asiaticus) е птица от семейство Дъждосвирцови (Charadriidae).

## Разпространение и местообитание
Този вид се размножава в Западна Азия в района на Каспийско море. Може да се види в Южна Русия, Турция, Иран, Туркменистан, Казахстан, Узбекистан и Афганистан. Местообитанията му са степи, пустеещи дворове, солници и солени почви сред оскъдна храстовидна растителност до над 800 м надморска височина. След размножаването мигрира в Източна и Южна Африка, стигайки до река Замбези.
Много рядко може да се забележи в Западна Европа и в Австралия.
Среща се и в България.